# Estado-civilização
Estado-civilização diz respeito ao Estado que, dentro de seu território soberano contíguo e por meio de uma continuidade histórica, abarca não somente um grupo étnico, mas sim uma civilização por si mesma.
Enquanto uma nação diz respeito a um grupo de pessoas que compartilham uma identidade cultural, linguística ou étnica, uma civilização, por sua vez, engloba um conjunto mais amplo de realizações culturais e tecnológicas ao longo do tempo, muitas vezes associadas a um território específico.
Neste sentido, os políticos e teóricos nacionalistas que argumentam a favor do Estado-civilização costumam alegar que seu Estado possui uma forma de organização que supera a abrangência do Estado nacional.

## Histórico
O termo tem origem na obra do professor estadunidense Lucian Pye, cientista político especialista em estudos sobre o Leste Asiático, com foco na China. O conceito Estado-civilização foi inicialmente introduzido para descrever a evolução histórico-cultural distinta da China, a qual desempenhou um papel significativo na formação do comportamento político e das interações do país com o mundo.
Pye argumentou que o legado histórico e cultural da China carrega uma forte influência no modo com que o Estado é percebido e governado. Diferentemente de grande parte dos Estados-nação de modelo westfaliano ocidentais, nos quais a identidade política é intimamente ligada a um determinado grupo étnico ou nacional, a identidade política chinesa é fortemente ligada à sua longa história como civilização contínua.  
Na perspectiva do Professor Pye, o conceito de Estado-civilização seria um recurso que ajudaria a entender a abordagem particular da China em seu governo, diplomacia e interação com outros Estados nas relações internacionais.

## Casos
Há, no mundo, alguns Estados sobre os quais é debatido serem, de acordo com a argumentação de alguns acadêmicos, Estados-civilização.

### China
A ideia de Estado-civilização tem ganhado grande adesão na China nos últimos anos, na esteira do governo de Xi Jinping. A administração do atual presidente chinês tem promovido uma gestão centralizada e forte, sendo frequentes os discursos públicos que inserem a China como um país de civilização milenar e singular perante o mundo. Um dos principais autores defensores desta visão é o acadêmico Zhang Weiwei. Entre seus diversos livros publicados, há um de grande influência chamado “The China Wave: Rise of a Civilizational State". Na obra ele defende o sistema político chinês e argumenta que a China é um “Estado-civilização”, possuindo um modo de governo assentado em uma história, política e cultura milenares, sofrendo explícita e importante influência do confucionismo. Esta forma de Estado, de acordo com o autor, carrega grandes diferenças do sistema de Estado-nação, de origem ocidental.

### Índia

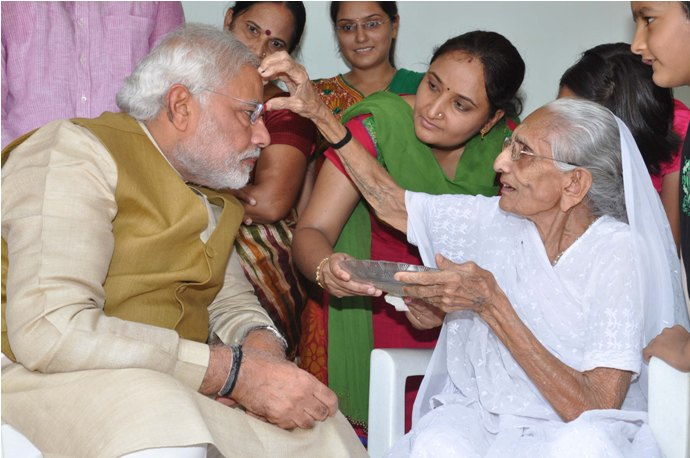
Descrição da imagem: o primeiro-ministro Narendra Modi encontra sua mãe, assim como ele de fé hindu, após sua eleição em 2014.

O primeiro-ministro indiano, Narendra Modi, do partido nacionalista indiano, Bharatiya Janata Party (BJP), tem promovido políticas que têm afinidades com a ideia de que a Índia é uma civilização única e especial. Desde sua chegada ao poder, em 2014, ele tem feito discursos que destacam o papel da religião hindu como núcleo cultural e social da Índia, a despeito do país abrigar uma grande quantidade de minorias que seguem outras religiões.

### Turquia
A Turquia tem posto em prática iniciativas no sentido de consolidar sua influência no Oriente Médio e estreitar relações com povos túrquicos da Ásia Central e Cáucaso por meio de acordos de cooperação multilaterais, como por exemplo a Organização dos Estados Túrquicos. Além disso, o presidente da Turquia, Recep Tayyip Erdogan, tem buscado reforçar a imagem de um governo forte e tem expressado preocupações em relação aos direitos de turcos étnicos em outros países do Oriente Médio e Europa.
Entretanto, não há um grande movimento no mundo político ou acadêmico no sentido de classificar o país como um Estado-civilização que deve abarcar todos os povos etnicamente túrquicos. Deste modo, a posição da Turquia reflete mais um desejo do governo em tornar o país uma liderança influente em sua região, antes de qualquer coisa.

### União Europeia
A União Europeia é frequentemente discutida como um possível Estado-civilização em meio à ascensão desse modelo de organização. Embora os estados-membros da UE mantenham certa autonomia em questões domésticas e ainda mais em política externa, pontos-chave da soberania estatal, como políticas migratórias e aduaneiras, são controlados pela União.
Argumenta-se que o conceito do espaço europeu como uma civilização, baseia-se em fundamentos civilizacionais "universais" compartilhados desde 1945, criando uma nova Europa diante de aliados e rivais cada vez mais poderosos. No entanto, esse entendimento da civilização europeia também pode abrir caminho para uma abordagem chauvinista, com discursos sensacionalistas sobre uma suposta descaracterização dessa civilização devido à imigração.

### Rússia
Em uma retórica anti-ocidental, Vladimir Putin coloca a Rússia como um Estado-civilização apoiado na multietnicidade russa, formando uma "entidade civilizacional sócio-cultural única”. O presidente russo argumenta que o status da Rússia como Estado-civilização preveniu o país da dissolução em diferentes partes.

### Egito
De acordo com o argumento do acadêmico Bruno Maçães de que os maiores Estados não-Ocidentais estão se organizando como Estados-civilização, o Egito também está seguindo essa tendência. Ao centralizar sua tradição histórica e cultural em suas estruturas políticas e de governança, rejeitando a dominância dos valores “universais” do Ocidente, o Egito está formando um novo modelo de organização estatal ao criar uma ligação entre o antigo Egito e o Estado moderno do Egito com suas características muçulmanas.

## Crítica
O conceito de Estado-civilização pode ser utilizado, por vezes, como ferramenta para aplicação de determinadas políticas nacionalistas excludentes pelos governos de alguns países. Em 2019 a Índia aprovou uma lei que concede cidadania para minorias religiosas de países vizinhos, como Bangladesh, Paquistão e Afeganistão. Críticos argumentam que a lei é discriminatória e excludente, pois, além de conceder cidadania com base na religião, contrariando os princípios seculares do país, exclui especificamente os muçulmanos, o que é uma manifestação aberta de discriminação. A lei vem na esteira das políticas do Partido Nacionalista Indiano (BJP) de afirmar a Índia como uma civilização, a qual abarca várias minorias, que devem aceitar o modo de vida hindu. Nesta visão, o secularismo e o cosmopolitismo são tidos como importações ocidentais.
Outro ponto levantado é que, a despeito dos defensores do Estado-civilização o justificarem como contraponto ao universalismo ocidental, o qual supostamente busca impor o Estado-nação westfaliano como modelo ideal ao mundo, o Estado-civilização, por si só, também apresenta características universalistas, ao impor um determinado modo de vida, religião ou moral aos grupos minoritários que o compõem. Contudo, outros autores argumentam que o conceito de Estado-civilização cria uma divisão entre o Oriente e o Ocidente. Apesar de Donald Trump ter proferido discursos que evocam uma retórica civilizacional, mesmo fazendo parte do bloco ocidental, a maior parte do discurso do Ocidente se opõe a esse modelo civilizacional. China, Índia, Turquia e Rússia são os principais alvos desse discurso, que defende que esses países não ocidentais possuem valores considerados atrasados, reacionários e prejudiciais aos indivíduos.
Um desafio adicional surge da dificuldade de conciliar os conceitos de soberania e civilização, o que se mostra possível somente quando os limites da civilização e do Estado coincidem. Países como Índia, China e Japão (desde que este último seja percebido como Civilização nipônica, em vez de parte da Civilização ocidental), é possível observar a uniformidade entre civilização e nação. No entanto, vale ressaltar que há diferentes grupos étnicos dentro desses países e que o conceito de uma civilização ou nação é bastante discutível.
Esse conceito se torna ainda mais controverso quando aplicado a casos como os da África, América Latina e o mundo islâmico. Embora dentro dessas regiões os Estados frequentemente compartilhem percepções comuns, religiões e similaridades culturais, os Estados-nação possuem seus próprios interesses que, em alguns casos, entram em conflito. Cada Estado tem sua própria história e, em muitos casos, já enfrenta contradições e conflitos de interesses internos. Portanto, é ainda mais complexo encontrar estabilidade e vontade política para afirmar que existe uma única civilização com soberania unificada dentro deles.